# 平川町
平川町（ひらかわまち）は、千葉県君津郡にかつて存在した町である。現在の袖ケ浦市の南部に位置している。一時的に存在した合成地名のため現在の地名としては存在しないが、袖ケ浦市平川行政センター（平川地区）、袖ケ浦市立平川中学校等にその名をとどめる。

## 沿革
- 1955年（昭和30年）2月11日 - 平岡村、中川村が合併して平川町を新設。
- 1955年（昭和30年）3月31日 - 根形村の南部（岩井、谷中、三黒）、富岡村の北部（大竹、下根岸、上宮田、下宮田、玉野、吉野田、安部、堂谷、打越、滝ノ口）を編入。
- 1958年（昭和33年）4月1日 - 営業休止していた東横田駅が営業再開。
- 1971年（昭和46年）11月3日 - 袖ヶ浦町と平川町が合併し、改めて袖ヶ浦町を新設。同日平川町廃止。

## 交通

### 鉄道
- 国鉄（現在のJR東日本）
  - 久留里線 ： 横田駅 - 東横田駅

### 道路
- 久留里街道（本町消滅後、1982年4月1日から久留里馬来田バイパスの開通まで国道410号に指定されていた）